# Schleswig-Holstein-Haus
Das Kulturforum Schleswig-Holstein-Haus (ehem. Palais) in Schwerin, Stadtteil Schelfstadt, Puschkinstraße 12, ist ein Baudenkmal in Schwerin.

## Geschichte

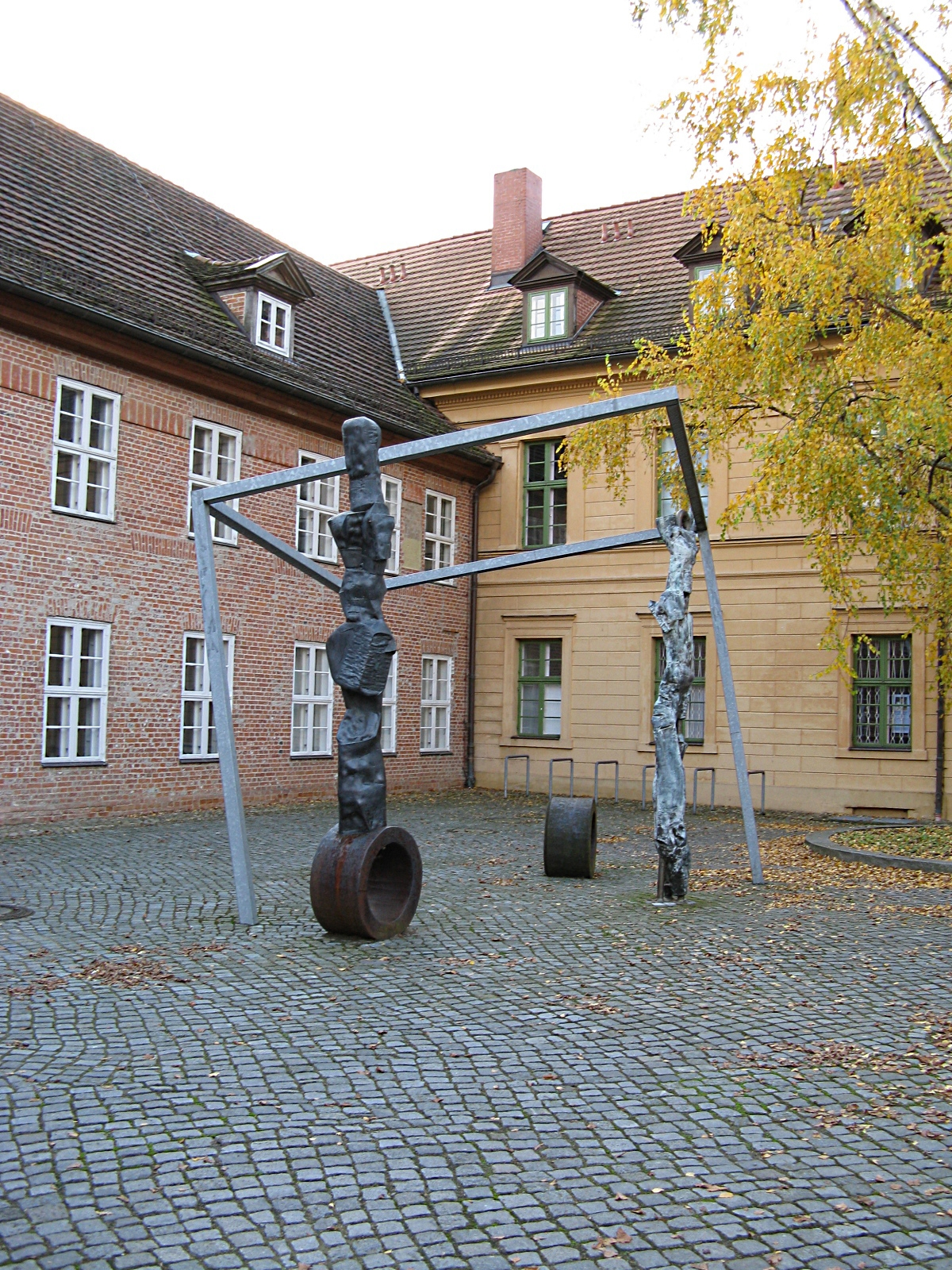
Skulptur

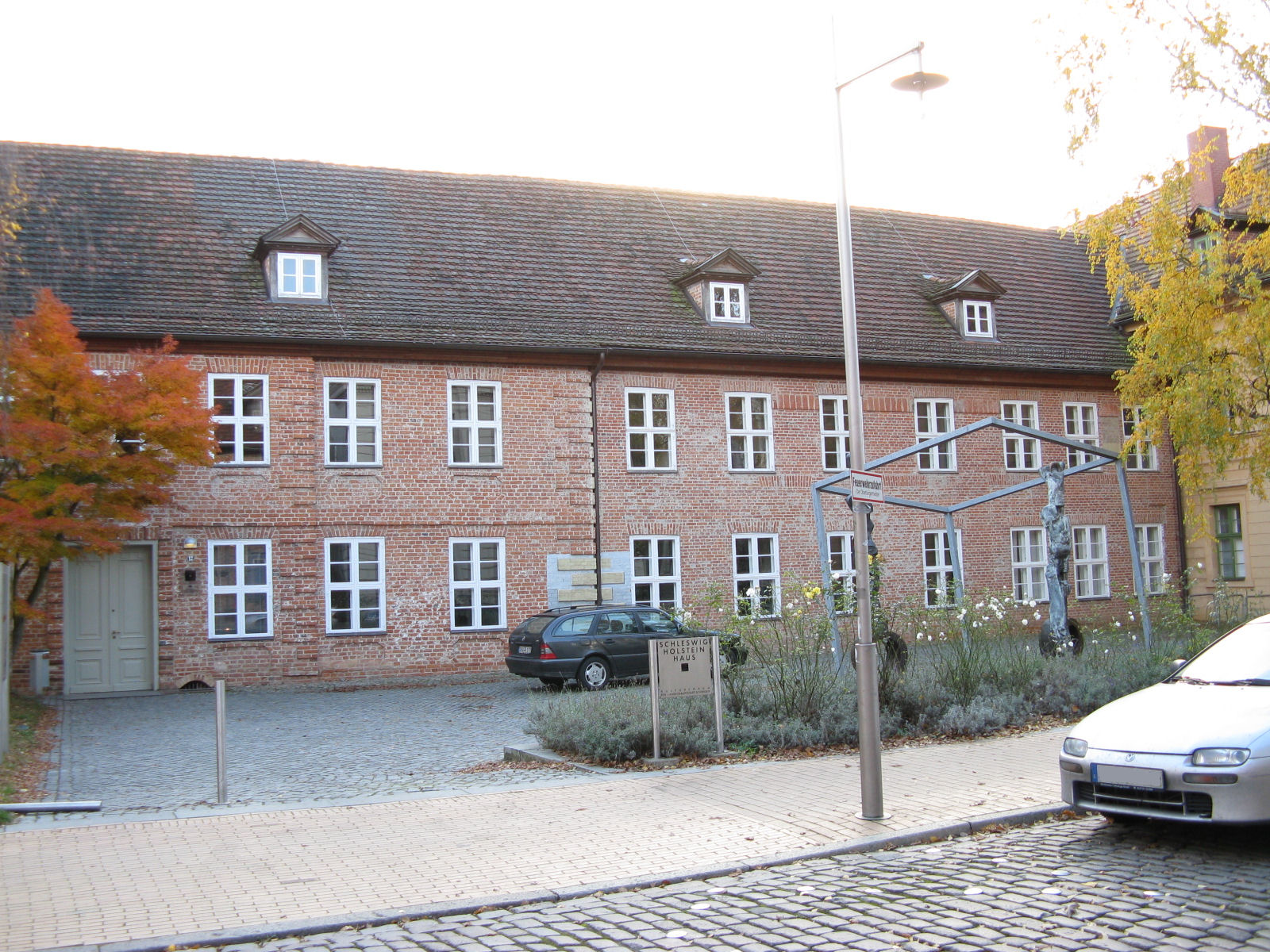
Nordflügel

### Palais
Die Schelfstadt, ursprünglich die Schelfe, seit 1349 auch Neustadt, entwickelte sich seit dem 11. Jahrhundert als zunächst selbstständiger Ort und ab 1705 als Stadt. Es entstanden im frühen 18. Jahrhundert auf der Schelfe Fachwerkhäuser und Palais von adligen Familien.
Das Grundstück liegt auf dem ehemaligen Bischofshof. Als späteres Bauvermögen des Kapitels wurde es auch als Großer Bauhof bezeichnet. 1586 kaufte der damalige Domdekan Otto von Wackerbarth, der 1591 Dompropst wurde, die Hofstelle des Bauhofs. Er errichtete an der Stelle des früheren Bischofshauses seinen Schweriner Amtssitz. Von dem unterkellerten Gebäude sind Fachwerkteile (u. a. ein Torpfosten) und der Keller erhalten. Ab 1634 war sein Sohn Ulrich von Wackerbarth Dekan und ab 1642 bis 1659 Propst des Domkapitels. 1659 bis 1685 wohnten hier Ulrichs Söhne, der herzogliche Geheime Rath und Hofmarschall Otto und der Obristleutnant Ivo von Wackerbarth und seine Frau. Der südliche Anbau kam hinzu, der Keller ist noch vorhanden.
Nach mehreren Wechseln der Eigentümer gehörte es dem Landrat und Politiker Helmut Friedrich von Oertzen und seinen Erben. Das zweigeschossige verklinkerte barocke und gewinkelte Gebäude mit rückseitigem Fachwerk wurde nun als Palais unter Einbeziehung von Teilen der Vorgängerbauten von 1736 bis 1747 an der damaligen Ritterstraße gebaut. 1785 ließ Levin Joachim von Barner einen großen hohen Festsaal, dessen Umfassungsmauern erhalten sind, an die Südseite des Oertzen-Palais’ anbauen.
1802 kaufte der Unternehmer Friedrich August Kirchner das Haus, richtete den Gasthof für Vornehme ein und auf den Mauern des Saales, mit nun geringerer Höhe, entstand 1807 ein Obergeschoss. 1825 wurde für die Gäste im Garten eine Remise als Fachwerkhaus mit Bohlenbindern errichtet. 1816 wurde im Flügel Ecke Puschkin-/Schliemannstraße die Palais-Wache für den Großherzog eingerichtet. 1831 brannte dieser Flügel ab und der spätklassizistische Neubau entstand für die Wache, die hier bis 1844 residierte. Von 1844 bis etwa 1848 fanden viele Bälle und Veranstaltungen im Gasthof statt, der dann 1853 aufgegeben wurde. Von 1857 bis 1873 betrieb Friederike Mißfeldt in dem klassizistischen Flügelbau ihre Höhere Töchterschule mit 190 Schülerinnen, die dann an anderer Stelle weitergeführt und 1916 in das Lyzeum eingegliedert wurde. Bis 1894 blieb das Haus im Besitz der Familie.
1894 kaufte das Großherzogtum den Besitz und vermietete die Räume an besser Verdienende sowie an Handwerksbetriebe. 1936 wurde das Anwesen privatisiert. 1945 vervielfachte sich die Zahl der nunmehr einfachen Mieter. 1984 nach der Enteignung übernahm die VEB Kommunale Wohnungsverwaltung die Liegenschaft. Eine Bauunterhaltung fand nicht mehr statt und die letzten Mieter zogen 1989 aus.

### Kulturforum Schleswig-Holstein-Haus
Nach der Wende erfolgte 1989 auf Initiative von Ministerpräsident Björn Engholm (SPD) eine durch das Nachbarland Schleswig-Holstein finanzierte grundsätzliche Sanierung des Gebäudes als Kulturforum Schleswig-Holstein-Haus. 1995 konnte die umfangreiche Sanierung abgeschlossen werden.
Regelmäßige Ausstellungen des Kulturforums und der Kabinettausstellung der Stiftung Mecklenburg finden hier seitdem statt sowie Vorträge, Diskussionsforen, Vernissagen, Ferienworkshops, Kunstpreisverleihungen, Empfänge, Präsentationen und Vereinsaktivitäten, wobei der Garten einbezogen wird.
Die Skulptur Konstellation vor dem Haus von 1996 stammt von Reinhard Buch.
Seit 2009 hat die Stiftung Mecklenburg hier ihre Geschäftsstelle.